# Loi de programmation militaire 2024-2030
Lire en ligne

Sur Légifrance

Loi de programmation militaire 2019-2025
La loi du 1er août 2023 relative à la programmation militaire pour les années 2024 à 2030 ou LPM 2024-2030 fixe les orientations relatives à la politique de défense française et trace une trajectoire de programmation des moyens militaires pour la période 2024-2030. Elle précise les orientations en matière d'équipement des armées à l'horizon 2035, les traduit en besoins financiers jusqu'en 2030. Elle fait suite à la Loi de programmation militaire 2019-2025.
Dans le contexte géopolitique instable et imprévisible décrit par la Revue nationale stratégique 2022, cette quatorzième LPM vise à garantir l'autonomie stratégique du pays, à assurer les engagements de la France au titre de son statut d’allié de l’OTAN et de membre de l’Union européenne et à faire de la France une puissance d’équilibre.
La situation nouvelle créée par l'agression de l'Ukraine par la Russie a amené le Parlement, à l'initiative du Président de la République et sur proposition du Gouvernement, à décider d'interrompre la loi de programmation militaire (LPM) prévue pour 2019-2025, au profit d'une nouvelle LPM couvrant la période 2024-2030.

## Parcours législatif
Le projet de loi relatif à la programmation militaire (LPM) pour les années 2024 à 2030 et portant diverses dispositions intéressant la défense est présenté au Conseil des ministres du 4 avril 2023 par le ministre des Armées.
La Commission de la défense nationale et des forces armées dépose son rapport le 12 mai 2023. Le texte modifié est adopté par l'Assemblée nationale le 7 juin. La commission des affaires étrangères, de la défense et des forces armées du Sénat adopte le projet de loi avec 171 modifications le 14 juin. Le texte modifié par le Sénat est voté le 29 juin. La commission mixte paritaire parvient à un accord sur un texte commun le 10 juillet. Le texte de loi définitif est voté par l'Assemblée nationale le 12 juillet puis par le Sénat le 13 juillet.
À la suite de sa saisine par plus de soixante députés, le Conseil constitutionnel invalide les articles 14, 17, 20, 36, 45, 46, 48, 50, 52, 59 et 69 de la LPM 2024-2030. La loi est promulguée le 1er août 2023 par le Président de la République et publiée au JO n° 177 du 2 août 2023.
L'article 8 prévoit que la LPM 2024-2030 fera l'objet d'une actualisation par la loi avant la fin de l'année 2027. Celle-ci sera précédée d'une actualisation de la revue nationale stratégique.

## Structure de la LPM
La LPM comporte soixante-et-onze articles, organisés en deux titres, respectivement intitulés « Dispositions relatives aux objectifs de la politique de défense et à la programmation financière » (articles 1 à 12) et « Dispositions normatives intéressant la défense nationale » (articles 13 à 71), ainsi qu'un rapport annexé.

### Titre I - Dispositions relatives aux objectifs de la politique de défense et à la programmation financière
Ce premier titre de loi comporte douze articles, qui fixent les objectifs globaux de programmation relatifs aux budgets de la mission « Défense » gérée par le ministère des Armées, aux effectifs du ministère des Armées et au surcoût lié aux opérations extérieures et intérieures.
Le rapport annexé à la présente loi définit les orientations relatives à la politique de défense et les moyens qui lui seont consacrés au cours de la période 2024-2030. Il précise notamment les orientations en matière d'équipement des armées à l'horizon 2035 et les traduit en besoins physico-financiers programmés et en ressources budgétaires associées jusqu'en 2030.

### Titre II - Dispositions normatives intéressant la défense nationale
Le titre II comporte un ensemble des dispositions normatives relatives aux ressources humaines, à l’élection de militaires aux scrutins locaux, à la cyber-défense, aux opérations, à la coopération et à l’entraînement des forces, au droit de l'armement, en matières immobilières et financières, au monde combattant et des mesures de simplification. Ces mesures ont des conséquences législatives et réglementaires.

## Politique de défense et programmation budgétaire

### Axes de transformation des armées françaises
Pour répondre à l'évolution des menaces prévisibles à l'horizon 2035-2040, la LPM met l'accent sur quatre axes de transformation principaux des armées :
- Renforcer la protection de nos territoires face aux menaces, actuelles comme futures, en premier lieu par la dissuasion nucléaire et en second lieu par l'accroissement des moyens de protection du territoire national — singulièrement des territoires d'outre-mer (DROM-COM) — et de nos zones économiques exclusives (ZEE). À cet effet, les composantes aériennes, aéronavales et navales de la dissuasion nucléaire seront  modernisées. Les moyens de surveillance, de renseignement et de réaction rapide seront renforcés au bénéfice notamment des DROM-COM et des ZEE qui sont confrontés à une « accumulation des tensions stratégiques et des stratégies hybrides », au changement climatique et à des flux migratoires illégaux.
- Développer notre capacité à faire face à un engagement majeur et à des affrontements de haute intensité, en tirant tous les enseignements de la guerre en Ukraine : « cette guerre symétrique, de haute intensité, sans supériorité aérienne, oblige en effet l'ensemble des pays européens à renforcer et à repenser leur effort de défense. Le volume d'équipements redevient un facteur décisif, de même que la capacité à durer grâce à des stocks et à une logistique maîtrisée ». À cet effet, la LPM prévoit « le rehaussement de la préparation opérationnelle et de la disponibilité des matériels », l'amélioration de l'agilité de notre base industrielle et technologique de défense (BITD). La LPM promeut aussi l'emploi de leviers de « l'économie de guerre », comme le développement des capacités de production autonome de composants et de pièces critiques ou la relocalisation des moyens de production et des savoir-faire sur le territoire national ainsi que la sécurisation des approvisionnements critiques.
- Maîtriser les nouveaux espaces de conflictualité pour prévenir, détecter, attribuer et contrer les stratégies hybrides dans l'espace, le cyberespace et les fonds marins,
- Repenser nos partenariats stratégiques pour renforcer nos capacités de prévention et d'intervention ainsi que notre aptitude à mener, avec nos alliés, une opération d'envergure en tant que nation-cadre.

### Ressources financières
Pour la période 2024-2030, le montant des besoins physico-financiers programmés s'élève à 413,3 milliards d'euros, dont 400 milliards d'euros pour la mission « Défense », hors charges de pensions.
| LPM initiale        | Budget 2023 (Hors LPM) | 2024  | 2025  | 2026  | 2027  | 2028  | 2029  | 2030  | Total |
| ------------------- | ---------------------- | ----- | ----- | ----- | ----- | ----- | ----- | ----- | ----- |
| Crédits de paiement | 45                     | 47,2  | 50,5  | 53,7  | 56,9  | 60,4  | 63,9  | 67,4  | 400   |
| Évolution           | —                      | +3,3% | +3,3% | +3,2% | +3,2% | +3,5% | +3,5% | +3,5% | —     |

Ces ressources budgétaires sont complétées par des ressources extrabudgétaires à hauteur de 5 866 millions d'euros courants ainsi que par une provision au titre des opérations extérieures et des missions intérieures pour un montant total de 5 300 millions d'euros courants.
Le rapport annexé à la LPM identifie neuf domaines d'effort prioritaires :
1. Innovation (10 milliards d'euros de besoins programmés sur la période),
2. Espace (6 milliards),
3. Drones et robots (5 milliards),
4. Défense surface-air (5 milliards),
5. Souveraineté outre-mer (13 milliards),
6. Renseignement (5,4 milliards),
7. Cyber (4 milliards),
8. Forces spéciales (2 milliards),
9. Munitions (16 millioards).

### Ressources humaines
L'augmentation nette des effectifs du ministère de la défense est prévue par la LPM selon le calendrier suivant :
| LPM initiale               | 2024 | 2025 | 2026 | 2027 | 2028  | 2029  | 2030  |
| -------------------------- | ---- | ---- | ---- | ---- | ----- | ----- | ----- |
| Augmentation des effectifs | 700  | 700  | 800  | 900  | 1 000 | 1 000 | 1 200 |

En conséquence de ces augmentations d'effectifs, les effectifs du ministère de la défense s'élèveront à 271 800 équivalents temps plein en 2027 et à 275 000 équivalents temps plein en 2030.

## Tableau des principaux équipements
Le rapport annexé inclut un tableau qui fournit une liste détaillée des équipements des armées françaises en parc fin 2023, prévus en 2030 sur la base des acquisitions programmées dans la LPM et prévus au titre de l'ambition opérationnelle 2035. Le tableau ci-dessous présente un extrait de cette liste détaillée.
| Segment capacitaire   | Nature équipement                             | Type équipement         | Parc fin 2023       | Parc 2030            | Ambition 2035        |
| --------------------- | --------------------------------------------- | ----------------------- | ------------------- | -------------------- | -------------------- |
| Capacités interarmées | Satellite de renseignement électro-magnétique | CERES / CELESTE         | 3 CERES             | 1 CELESTE            | 1 CELESTE            |
| Capacités interarmées | Satellite de renseignement image              | CSO / IRIS              | 2 CSO               | 2 CSO + 1 Iris       | 2 Iris               |
| Capacités interarmées | Satellite de communication                    | SYRACUSE                | 1                   | 2                    | 2                    |
| Forces terrestres     | Char de bataille                              | Char Leclerc            | 200 dont 19 rénovés | 200 dont 160 rénovés | 200 rénovés          |
| Forces terrestres     | Char médian                                   | ERBC Jaguar             | 60                  | 238                  | 300                  |
| Forces terrestres     | Véhicule blindé multi-rôles                   | VBMR Griffon            | 575                 | 1437                 | 1818                 |
| Forces terrestres     | Artillerie                                    | CAESAR                  | 58 (+ 33 AUF1)      | 109                  | 109                  |
| Forces navales        | Porte-avions nucléaire                        | Charles de Gaulle       | 1                   | 1                    | 1                    |
| Forces navales        | Porte-avions nucléaire                        | PANG                    | Études              | Fabrication en cours | Fabrication en cours |
| Forces navales        | Sous-marin nucléaire lanceur d'engins (SNLE)  | Classe Le Triomphant    | 4                   | 4                    | 4                    |
| Forces navales        | Sous-marin nucléaire d'attaque (SNA)          | Classe Rubis            | 2                   |                      |                      |
| Forces navales        | Sous-marin nucléaire d'attaque (SNA)          | Classe Barracuda        | 2                   | 6                    | 6                    |
| Forces navales        | Frégates de premier rang                      | FREMM, FDA Horizon, FDI | 15                  | 15                   | 15                   |
| Forces navales        | Frégates légères                              | Classe La Fayette       | 5                   | 5                    | 0                    |
| Forces navales        | Avions de combat                              | Rafale (Marine)         | 41                  | 41                   | 225 Rafale           |
| Forces aériennes      | Avions de combat                              | Rafale (Air)            | 100                 | 137                  | 225 Rafale           |
| Forces aériennes      | Avions de combat                              | Mirage 2000D            | 36                  | 48                   | 225 Rafale           |
| Forces aériennes      | Avion de transport militaire                  | MRTT                    | 12 (+ 3 A330)       | 15                   | 15                   |
| Forces aériennes      | Avion de transport militaire                  | A400M                   | 22                  | 35                   | 35                   |
| Forces aériennes      | Avion de transport militaire                  | C-130                   | 18                  | 14                   | 4 (+ ATASM)          |

## Sources